# 艾伦比·奇尔顿
艾伦比·奇尔顿（英語：Allenby Chilton，1918年9月16日—1996年6月15日），英格兰前男子足球运动员，司职后卫。他曾代表英格兰代表队参加1954年国际足联世界杯，结果队伍止步八强。